# Dr. Mario World
Dr. Mario World (ドクターマリオワールド Dokutā Mario Wārudo?) fue un videojuego de puzzle móvil de 2019 desarrollado y publicado por Nintendo en colaboración con Line Corporation y NHN Entertainment.
Nintendo anunció oficialmente el 28 de julio de 2021 que el servicio de Dr. Mario World finalizaría el 1 de noviembre de 2021 a las 2 a. m., hora estándar del este de América del Norte. El juego se cerró a las 2 a. m., hora estándar del este de América del Norte, sin especificar ningún motivo, lo que hizo que el juego fuera completamente injugable.

## Jugabilidad
En Dr. Mario World, y similar a los anteriores juegos de Dr. Mario, el jugador eliminaba los virus de la pantalla haciendo coincidir sus colores con los de una cápsula de píldora. El jugador orientaba una cápsula de una sola pastilla contra una variedad de virus y obstáculos. A medida que la píldora comenzaba a ascender, el jugador podía rotarla y moverla horizontalmente de modo que, cuando se asentara, el color de la píldora coincidiera con al menos dos virus de colores similares en dirección vertical u horizontal. El nivel se completaba cuando se eliminaban todos los virus.
El jugador podía hacer flotar varias píldoras a la vez e incluso arrastrarlas a través de obstáculos a posiciones específicas, siempre que la píldora encajara. Los niveles posteriores agregaron elementos adicionales, como virus protegidos y bloques destructibles para complicar la eliminación de virus. Otros niveles tenían requisitos adicionales para completarse, como extraer monedas ocultas de los bloques.
Al llenar un "medidor de habilidades", el jugador podría activar una habilidad especial una o dos veces en cada nivel. Se asociaron diferentes habilidades especiales con los personajes jugables del juego. Por ejemplo, el Dr. Mario podría eliminar toda la fila inferior de la pantalla del juego, el Dr. Yoshi eliminaría tres elementos de la pantalla al azar y la Dra. Peach podría eliminar una columna completa. El jugador también podría comprar power-ups a través de microtransacciones con dinero real para llenar instantáneamente el medidor de habilidades. En el momento del lanzamiento, había diez personajes jugables disponibles, con el Dr. Mario como personaje predeterminado. Después de completar las primeras cinco etapas, el jugador puede optar por continuar usando al Dr. Mario, o puede haber elegido cambiar a Dra. Peach o Dr. Bowser. Los jugadores también tuvieron la opción de contratar "asistentes" que les brindaron beneficios durante el juego; por ejemplo, Pokey le otorgaba al jugador un 10% de posibilidades de ganar 3 segundos adicionales en etapas cronometradas, y Koopa Troopa otorgaba 50 puntos de bonificación por cada cápsula restante al final de una etapa. Se adquirieron médicos y asistentes adicionales al azar usando monedas acumuladas durante el juego o diamantes comprados con moneda del mundo real.
Al igual que otros juegos móviles de combinar tres, como Candy Crush, el juego se monetizaba mediante temporizadores, monedas y artículos digitales adquiribles. Por ejemplo, el jugador usó "corazones" para jugar un nivel, que se reponen con el tiempo. El jugador puede usar monedas y diamantes para comprar nuevos personajes/habilidades, potenciadores y cápsulas de píldoras de bonificación. El jugador recibió monedas por completar las actividades diarias. Los paquetes de diamantes se compraron a cambio de dinero del mundo real a través de la App Store.
El juego tenía una campaña simple para un jugador y un modo "versus" multijugador. Dr. Mario World requería una conexión constante a Internet.

## Desarrollo
Nintendo anunció el juego el 1 de febrero de 2019 con un lanzamiento previsto para principios del verano de ese año. Finalmente se lanzó para plataformas móviles Android y iOS en 59 territorios el 9 de julio de 2019. En julio de 2021, Nintendo anunció que cerraría Dr. Mario World en noviembre del mismo año. Después del 28 de julio de 2021, al abrir el juego aparece un mensaje que dice que el servicio se ha cerrado.

## Recepción
El juego recibió "críticas mixtas o promedio", según agregador de reseñas Metacritic. Polygon informó que no se sentía obligado a gastar dinero real a través de la mecánica de monetización del juego. Destructoid también criticó la modelo de monetización, escribiendo: "Es una pena que Nintendo haya abandonado las microtransacciones después de un paso en falso, el primero, nada menos, en el mercado móvil". Game Informer encontró que el juego era adictivo a pesar del modelo de monetización y escribió de manera más positiva, dándole al juego un 8.75 sobre 10. Nintendo Life calificó el título como "un juego de dos mitades", elogiando mucho el componente multijugador y criticando los problemas presentes en el modo para un jugador.
Dentro de los primeros tres días del lanzamiento del juego, Dr. Mario World tuvo más de dos millones de descargas y US$100,000 gastados.